# Wałerij Skworcow
Wałerij Serhijowycz Skworcow ukr. Валерій Сергійович Скворцов (ur. 31 maja 1945 w Berdyczowie, zm. 24 września 2021) – ukraiński lekkoatleta reprezentujący Związek Radziecki, specjalista skoku wzwyż, medalista mistrzostw Europy.
Wystąpił w konkursie skoku wzwyż na igrzyskach olimpijskich w 1964 w Tokio, gdzie zajął 14. miejsce w finale. Zdobył złoty medal na uniwersjadzie w 1965 w Budapeszcie.
Zwyciężył w skoku wzwyż na pierwszych europejskich igrzyskach halowych w 1966 w Dortmundzie. Zdobył brązowy medal w tej konkurencji na mistrzostwach Europy w 1966 w Budapeszcie. Ponownie zwyciężył na europejskich igrzyskach halowych w 1968 w Madrycie. 
Na igrzyskach olimpijskich w 1968 w Meksyku zajął w finale 4. miejsce. Był ósmy na mistrzostwach Europy w 1969 w Atenach. Zajął 6. miejsce na halowych mistrzostwach Europy w 1970 w Wiedniu.
Skworcow był mistrzem ZSRR w skoku wzwyż w 1966 i 1968, a w 1964, 1965 i 1967 halowym mistrzem ZSRR. 
Rekord życiowy Skworcowa wynosił 2,21 m (29 maja 1966 w Moskwie).